# Qwerty (singel)
Qwerty, zapis stylizowany QWERTY – utwór amerykańskiego zespołu muzycznego Linkin Park, nagrany w 2006 roku podczas sesji związanej z tworzeniem trzeciego albumu studyjnego zespołu, Minutes to Midnight z 2007 roku, lecz ostatecznie niezamieszczony na tym albumie. W 2006 roku ukazał się na wydanym wyłącznie dla członków fan clubu Linkin Park, Linkin Park Underground, minialbumie Underground 6, a 9 stycznia 2007 roku wydano go w Stanach Zjednoczonych w postaci promocyjnego singla CD nakładem Warner Bros. Records i Machine Shop Recordings. Później trafił na kompilacje Songs from the Underground (2008) i A Decade Underground (2010) oraz na ścieżkę dźwiękową wydanej w 2010 roku przez Linkin Park, opartej na jego losach gry na platformę iOS, 8-Bit Rebellion!.
W 2024 roku utwór „Qwerty” znalazł się na wydanej 12 kwietnia kompilacji Papercuts (Singles Collection 2000–2023), pierwszym w karierze zespołu albumie typu greatest hits. 26 kwietnia tego roku został natomiast wydany przez Warner Records jako singel w formacie digital download w trzech wersjach: live z koncertu w Tokio w 2006 roku, instrumentalnej i studyjnej, ponadto został zamieszczony w sieci wraz z teledyskiem jako forma promocji albumu Papercuts.

## Teledysk
Teledysk do utworu „Qwerty” przedstawia występ live zespołu Linkin Park podczas zagranego 13 sierpnia 2006 roku w ramach festiwalu Summer Sonic Festival koncertu na stadionie Chiba Marine Stadium w Tokio w Japonii.

## Lista utworów
Opracowano na podstawie materiału źródłowego
Wydanie promo CD amerykańskie (Warner Bros./Machine Shop none)
| Nr | Tytuł utworu | Długość |
| -- | ------------ | ------- |
| 1. | „Qwerty”     | 3:23    |
|    |              | 3:23    |

Wydanie digital download (Live in Tokyo, 2006) (Warner none)
| Nr | Tytuł utworu                   | Długość |
| -- | ------------------------------ | ------- |
| 1. | „Qwerty (Live in Tokyo, 2006)” | 3:54    |
| 2. | „Qwerty (Instrumental)”        | 3:21    |
| 3. | „Qwerty (Studio Version)”      | 3:21    |
|    |                                | 10:36   |

Wydanie winyl 10” amerykańskie (Warner 054391280763)
| Nr | Tytuł utworu    | Długość |
| -- | --------------- | ------- |
| 1. | „Friendly Fire” | 2:56    |
| 2. | „QWERTY”        | 3:22    |
|    |                 | 6:18    |

## Notowania na listach przebojów
Notowania tygodniowe
| Lista (2024)                                        | Pozycja |
| --------------------------------------------------- | ------- |
| Stany Zjednoczone (Hot Hard Rock Songs (Billboard)) | 5       |